# Cementiri de Reus
El Cementiri de Reus és una obra del municipi de Reus (Baix Camp) inclosa en l'Inventari del Patrimoni Arquitectònic de Catalunya.

## Descripció
És un espai aïllat de 190m de longitud emmarcat per una paret que l'envolta, situat al Nord-oest de la carretera de Montblanc entre la riera de l'Abeurada i el capdamunt del barranc del Martí o del Cementiri. L'espai interior està ordenat en dos parts per un passeig central que el divideix de forma simètrica. Tot l'espai del voltant és ple de tombes. A la meitat de l'espai interior hi ha blocs paral·lels de tombes de tres pisos de nínxols. A la part central hi ha panteons monumentals i escultures de marbre, disposats simètricament. A la façana principal del cementiri hi ha una porta d'arc de mig punt i una sèrie de finestres amb timpà decorat, cornisa i balustrada per damunt de tota la façana. Al damunt de la porta hi ha una escultura al·legòrica del deu Cronos, coneguda popularment com a Peret de la Dalla, obra de l'escultor Agustí Auqué Figueres. Aquest mateix mur del conjunt, s'obre a l'interior del recinte amb una galeria correguda, arcades de mig punt, balustre i testos de pedra.

## Història
Aquest cementiri és el quart (o cinquè) que ha tingut Reus. Segons Andreu de Bofarull, les primeres notícies d'un cementiri a la ciutat són del 1450. Lògicament hem de suposar que des dels primers temps de la seva fundació (mitjan segle xii) Reus va disposar d'un cementiri per enterrar els morts, al costat de l'església parroquial segons el costum del moment. Daniel Piñol el documenta el 1359, i Salvador Vilaseca diu que el 1354, poc després d'una epidèmia de pesta negra, el Comú de la vila va comprar un terreny anomenat camp de Na Palera i hort de Na Tarragona per destinar-lo a cementiri i hospital d'empestats. Es desconeix el lloc on estava situat, però sembla que era a la partida del Vilar, vora el camí de Valls. El fossar era al costat de l'antiga església romànica de Sant Pere, més o menys on ara hi ha la capella del Santíssim, a la vora de la plaça on se celebrava el mercat. El segon va ésser al Fossar Vell, del que hi ha notícies a partir de 1498 i el tercer a l'Ermita del Roser, on s'hi traslladà el 1802, tot i que abans ja s'hi havien fet inhumacions, sobretot en anys de pesta. Els terrenys per a l'actual cementiri van ser cedits per Josep Sardà i Cailà perquè l'Ajuntament els destinés a cementiri general. Les obres començaren a finals del 1869, segons un projecte de Taixés. Fou el primer cementiri laic i municipal de l'Estat espanyol, concebut per a enterrar-hi persones sense distinció de religió ni ideologia.
Durant la dictadura franquista va ser restringit a cementiri catòlic. Conté panteons d'interès, destacant els dels Boule, Rue-Cardona, Margenat, realitzat per Lluís Domènech i Montaner, i Abelló amb escultures de Joan Roig i Solé, la tomba de Joan Rebull, amb els "Tres gitanets", que també són a l'ajuntament de Barcelona, i d'altres. El Mausoleu del General Prim, instal·lat primerament a Madrid, té un sarcòfag de ferro amb incrustacions d'or i de plata en forma de caixa amb quatre columnes a les cantonades i acabades en una decoració en forma de làmpada encesa. La sustenten quatre robustes potes quadrangulars. En un dels laterals, hi trobem un relleu rectangular que relata la batalla de Castillejos i dos medallons amb les efígies de prohoms romans morts assassinats com el general; a l'altre lateral es repeteix la mateixa estructura però amb un relleu sobre l'entrada de Prim a Madrid. A ambdós laterals hi ha esculpida en plata una calavera. Hi van treballar trenta-dos homes durant dos anys. Tota l'obra és un exemple de l'art del damasquinat sortit del taller de Plácido Zuloaga. El Mausoleu del General Prim havia estat al Panteó d'Homes Il·lustres de Madrid, i es va traslladar a Reus el 1971, en la commemoració del centenari de la seva mort. A partir de 1941 al Cementiri s'hi realitzaren obres d'ampliació amb projecte de l'arquitecte Sardà. Hi també altres tombes commemoratives, com la dels Herois del Morell i Vilallonga, 130 reusencs morts en un episodi de la Primera Guerra Carlina, un monument commemoratiu de Josep Sardà i Cailà, un Panteó de fills il·lustres de Reus, i un fossar de la guerra civil.

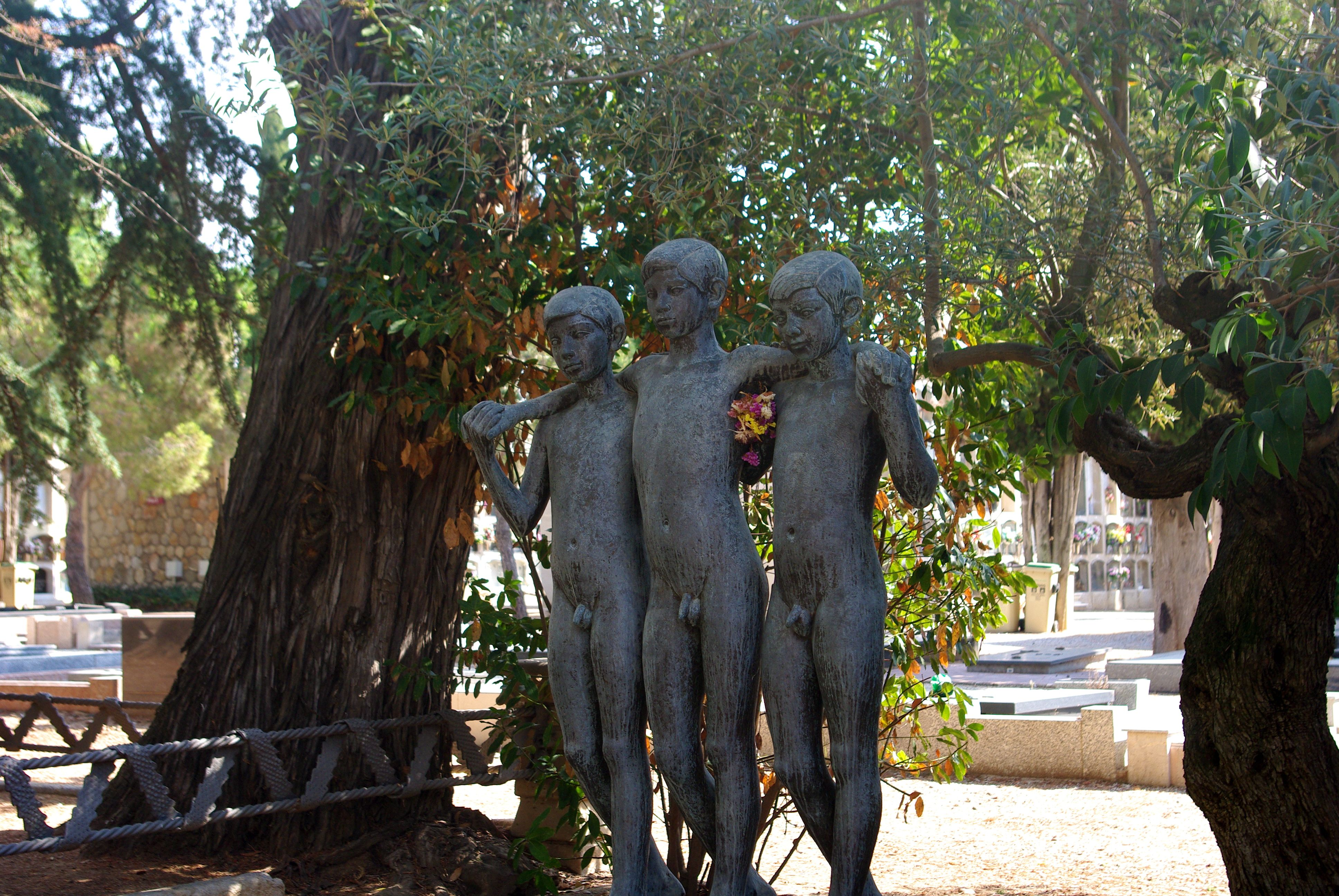
Tres gitanets, de Joan Rebull

## Persones conegudes enterrades
- Antònia Abelló Filella (Reus, 1913 - 1984), feminista i escriptora.
- Josep Andreu i Abelló (Montblanc, 1906 - Madrid, 1993), advocat i polític.
- Heribert Barrera i Costa (Barcelona, 1917 - 2011), polític i químic, primer president del Parlament de Catalunya restaurat.
- Josep Boule (Villecomtal, França, 1822 - Reus, 1895), empresari.
- Maria Josep Colomer i Luque (Barcelona, 1913 - Surrey, Anglaterra, 2004), primera aviadora catalana.
- Evarist Fàbregas i Pàmies (Reus, 1868 - Barcelona, 1938), polític republicà i catalanista, empresari i banquer.
- Joan Francesch i Serret (Lleida, 1833 - Reus, 1872), militar. Cap dels carlins a la Tercera Guerra Carlina.
- Alexandre Frías Roig (Reus, 1878 - 1963), metge pediatre.
- Cipriano Martos (Huétor-Tájar, Granada, 1945 - Reus, 1973), sindicalista mort per la Guàrdia Civil.
- Josep Maria Morlius Borràs (Lleida, 1828 - Barcelona, 1882), industrial i polític.
- Andreu Prats i Barrufet (La Selva del Camp, 1886 - Reus, 1936), sacerdot, beat màrtir.
- Joan Prim i Prats (Reus, 1814 - Madrid, 1870), militar i polític.
- Joan Rebull Torroja (Reus, 1899 - Barcelona, 1981), escultor.
- Josep Sardà i Cailà (Reus, 1784 - 1869), empresari i filantrop.
- Pere Sardà i Cailà (Reus, 1788 - 1860), polític i empresari, alcalde de Reus.
- Josep Tapiró i Baró (Reus, 1836 - Tànger, 1913), pintor.
- Macià Vila i Mateu (Igualada, 1811 - Reus, 1866), empresari.
- Tomba col·lectiva dels liberals morts al Combat de Morell i Vilallonga, una acció de guerra de l'1 de març de 1831.